# Municipio de Liberty (condado de Porter)
El municipio de Liberty (en inglés: Liberty Township) es un municipio ubicado en el condado de Porter en el estado estadounidense de Indiana. En el año 2010 tenía una población de 9319 habitantes y una densidad poblacional de 143,52 personas por km².

## Geografía
El municipio de Liberty se encuentra ubicado en las coordenadas 41°33′19″N 87°4′43″O / 41.55528, -87.07861. Según la Oficina del Censo de los Estados Unidos, el municipio tiene una superficie total de 64.93 km², de la cual 64,1 km² corresponden a tierra firme y (1,28 %) 0,83 km² es agua.

## Demografía
Según el censo de 2010, había 9319 personas residiendo en el municipio de Liberty. La densidad de población era de 143,52 hab./km². De los 9319 habitantes, el municipio de Liberty estaba compuesto por el 94,26 % blancos, el 1,08 % eran afroamericanos, el 0,32 % eran amerindios, el 1,33 % eran asiáticos, el 1,2 % eran de otras razas y el 1,8 % eran de una mezcla de razas. Del total de la población el 6,92 % eran hispanos o latinos de cualquier raza.